# اوزگه کردار چمبرجی
اوزگه کردار چمبرجی (انگلیسی: Özge Kırdar Çemberci؛ زادهٔ ۲۵ نوامبر ۱۹۸۵) بازیکن والیبال اهل ترکیه است.
اوزگه در لیگ قهرمانان والیبال اروپا ۲۰۱۱ به عنوان بهترین پاسور مسابقات انتخاب شد.